# Anna Bilińská
Anna Bilińská (8. prosince 1854 Zlatopil – 8. dubna 1893 Varšava) byla polská malířka narozená na území dnešní Ukrajiny (tehdy Ruského impéria). Byla představitelkou realismu. Strávila většinu svého života v Paříži a je považována za „první mezinárodně známou polskou umělkyni”.

## Život
Narodila se v rodině polského lékaře. O svém původu žertovala, že „má kozácký temperament, ale polské srdce“. Rodina se poté přestěhovala do středního Ruska, kde byl Anniným prvním učitelem malířství Michał Elwiro Andriolli, polský malíř deportovaný carskou vládou za účast v lednovém povstání. V roce 1875 se matka Bilińské přestěhovala do Varšavy a zapsala své plnoleté děti na konzervatoř. Anna byla talentovaná klavíristka, což byla činnost, která byla považována za vhodný výkon pro ženu její třídy a doby. Ale nakonec zvolila malování, které bylo u žen mnohem méně obvyklé.
V roce 1877 se stala studentkou malíře Wojciecha Gersona a začala vystavovat svá díla ve varšavské Zachętově společnosti pro podporu výtvarného umění (Towarzystwo Zachęty Sztuk Pięknych). Proti vůli svých rodičů si pronajala vlastní ateliér na ulici Nowy Świat. Na začátku roku 1882 doprovázela svou chronicky nemocnou přítelkyni na cestě do Mnichova, Salcburku, Vídně a severní Itálie. Poté se usadila v Paříži, kde studovala spolu s Marijí Baškircevovou a anglickou umělkyní Emmeline Deaneovou na Académie Julian. Zde později i učila. V roce 1884 zemřel její otec a přítelkyně Krassowska, což ji citově zdrtilo. Krassowska ji nicméně odkázala značnou sumu, která ji finančně zajistila. Podporovala ji i kolegyně malířka Maria Gażyczová.
V roce 1889 představila svůj Autoportrét na Světové výstavě v Paříži, za který získala stříbrnou medaili a bylo jí uděleno právo vystavovat svá díla i na dalších ročnících této akce. To byl její první velký mezinárodní úspěch. V roce 1889 byla její díla vystavena v Královské akademii umění v Londýně. V roce 1891 získala zlatou medaili na výroční mezinárodní výstavě v Berlíně. Ve Francii žila až do roku 1892, kdy se provdala za doktora medicíny Antoniho Bohdanowicze a přijala jeho jméno. Po svatbě se vrátili do Varšavy, kde chtěla otevřít uměleckou školu pro ženy, ale onemocněla srdeční chorobou a o rok později, 8. dubna 1893, zemřela, ve věku 38 let. Byla pohřbena na varšavském hřbitově Powązki.

## Dílo
Anna Bilińská je známá především svými portréty, zejména těmi, které zobrazují ženy.  Mezi její pozoruhodné mužské portréty patří portrét amerického sochaře George Greye Barnarda, který namalovala v roce 1890. Malovala také zátiší, žánrové výjevy a krajiny, a to olejem, vodovými barvami i pastely. Dva z jejích obrazů zmizely po druhé světové válce: Černoška (1884) a Italka (1880). První z nich byl znovuobjeven na aukci v Německu v roce 2011 a úspěšně dovezen zpět do Polska v roce 2012 díky úsilí polského ministerstva kultury a národního dědictví. V současné době je vystaven v Národním muzeu ve Varšavě. Její obrazy se nacházejí i v Národním muzeu ve Vratislavi, Národním muzeu v Krakově, Göteborském muzeu umění, Státním muzeu Pensylvánie a jinde.